# Cis quadridens
Cis quadridens es una especie de coleóptero de la familia Ciidae.

## Distribución geográfica
Habita en el norte y centro de Europa.